# Chút chít (cây)
Bài này nói về một loài thực vật. Các nghĩa khác, xem bài Chút chít (định hướng).

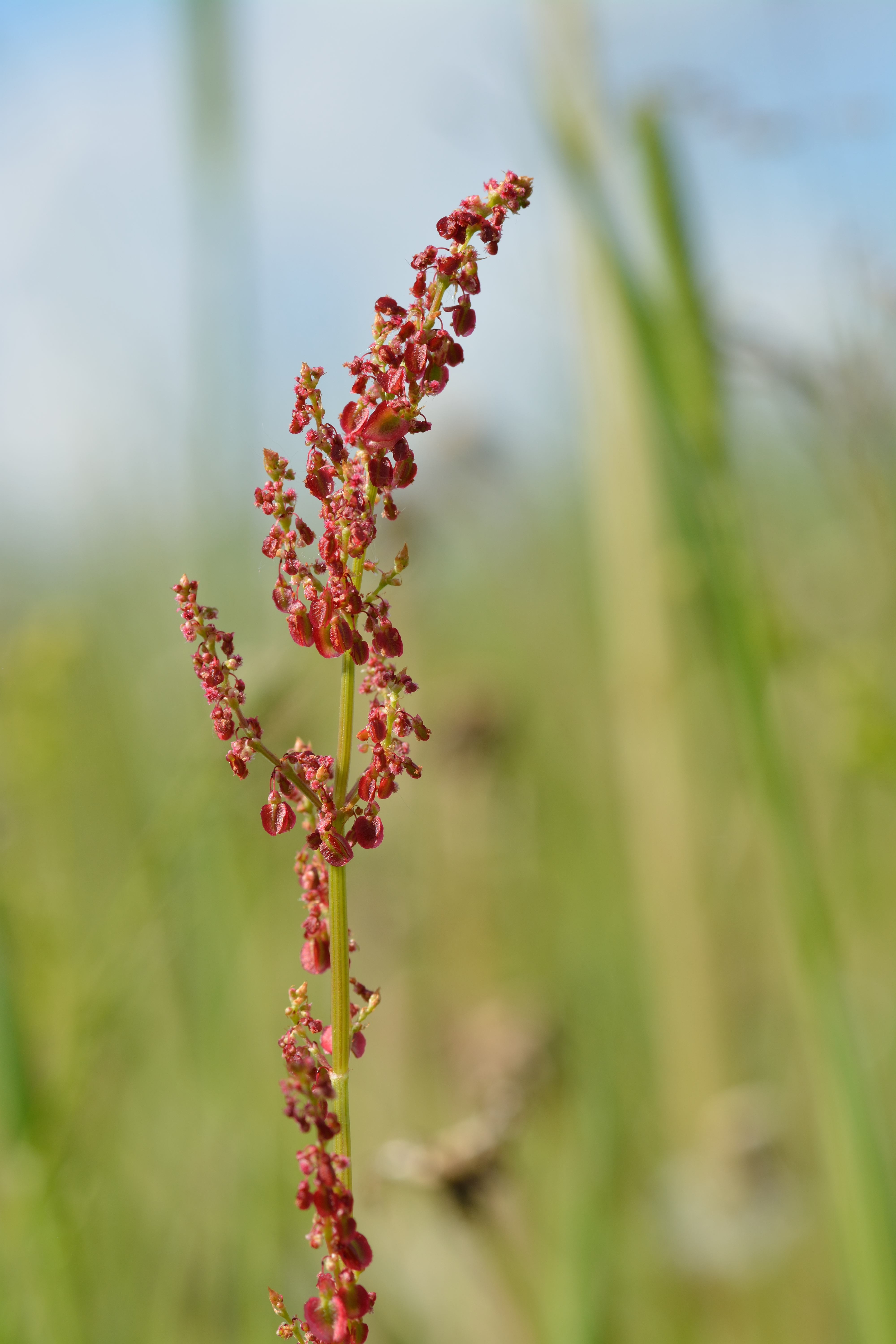

Cây chút chít là một loài cây thân thảo sống lâu năm, mọc rất phổ biến tại các bãi cỏ ở phần lớn các khu vực của châu Âu và nó cũng được trồng làm một loại rau ăn lá. Nó là một loại cây thân mảnh cao khoảng 60 cm, với thân và lá chứa nhiều nước. Nó có các cụm hoa xoắn màu lục ánh đỏ, nở vào giai đoạn tháng Sáu-Bảy. Lá thuôn dài, các lá phía dưới dài khoảng 7–15 cm, có hình gần giống mũi tên tại gốc lá và có cuống lá rất dài. Các lá phía trên không có cuống lá và nói chung có màu trở thành đỏ sẫm.
Khi các hoa tăng trưởng về kích thước, chúng trở thành màu ánh tía. Các nhị hoa và nhụy hoa mọc trên các cây khác nhau. Hạt khi chín có màu nâu và sáng. Các rễ lâu năm mọc sâu trong lòng đất.
Lá của chút chít bị ấu trùng của một số loài côn trùng thuộc bộ Lepidoptera phá hoại, bao gồm cả Timandra griseata.
Cây chút chít đã được con người gieo trồng trong nhiều thế kỷ, mặc dù độ phổ biến của nó ngày càng suy giảm theo thời gian. Do có vị chua nhẹ, nó làm giảm sự khát nước và có thể là có ích trong việc tạo ra sự ngon miệng. Lá của nó ăn được và có thể thêm vào các món xà lách để tăng thêm hương vị. Lá của nó cũng có thể nghiền nhuyễn trong các món xúp và nước xốt và là thành phần cơ bản trong món xúp lòng đỏ trứng của người châu Âu. Trong lá và thân cây chứa axít oxalic, là chất tạo ra hương vị đặc trưng của nó và vì thế có thể bị cấm sử dụng đối với những người bị bệnh thấp khớp, sỏi thận hay sỏi mật. Nó cũng là một loại chất nhuận tràng.